# Francis Sanford
Francis Ariioehau Sanford (Papeete, 11 de maig de 1912 - 21 de desembre de 1996) fou un polític de la Polinèsia Francesa. De 1965 a 1977 va ser alcalde de Faaa i el 1967 fou elegit diputat a l'Assemblea de la Polinèsia Francesa. A les eleccions legislatives franceses de 1968 i 1973 va batre el seu rival John Teariki i ocupà un escó de diputat a l'Assemblea Nacional Francesa, primer en el grup dels Republicans Independents i després en el grup Progrés i Democràcia Moderna. Fou un dels artífex de l'estatut d'autonomia de 1977, sovint enfrontat a Gaston Flosse. El 1977 dimití de l'Assemblea Nacional Francesa i fou novament elegit diputat territorial. Fou nomenat vicepresident del consell de govern local i el 1982 fou un dels impulsors de l'Ai'a Api. El 1985 es retirà de la política.